# 알란 부디쿠수마
알렉산데르 알란 부디쿠수마 위라타마(인도네시아어: Alexander Alan Budikusuma Wiratama, 중국어: 魏仁芳, 병음: Wèi Rénfāng 웨이런팡[*], 하카어 백화자: Goei Djien Phang (귀진팡), 한자음: 위인방, 1968년 3월 29일~)는 인도네시아의 은퇴한 배드민턴 선수로 배드민턴이 처음으로 공식 종목으로 채택된 1992년 하계 올림픽 남자 단식 금메달리스트이다. 1980년대 후반에서 1990년대 초반까지 세계적인 남자 단식 선수로 활약했으며, 바르셀로나 올림픽 여자 단식 우승자인 수시 수산티의 남편이기도 하다.